# Shorea kunstleri
Shorea kunstleri är en tvåhjärtbladig växtart som beskrevs av George King. Shorea kunstleri ingår i släktet Shorea och familjen Dipterocarpaceae. Inga underarter finns listade i Catalogue of Life.